# Helmut Dahmer

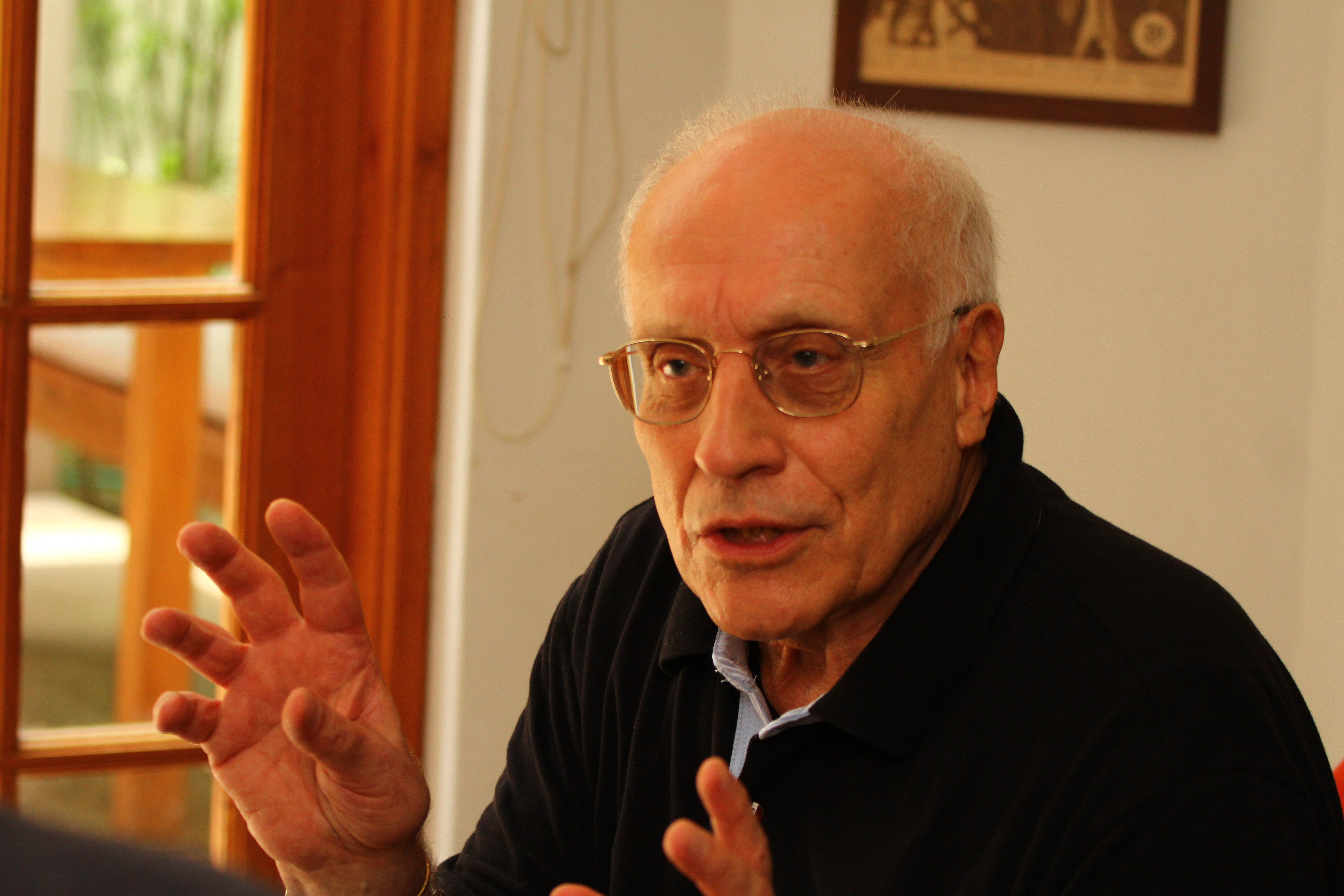
Helmut Dahmer (2019)

Helmut Dahmer (* 13. Februar 1937) ist ein deutscher Soziologe.

## Leben und Werk
Helmut Dahmer wurde 1937 als Sohn der Sekretärin Else Dahmer (1899–2008) und ihres Mannes († 1945), eines Studienrats, geboren. Er wuchs in Witzenhausen (Nordhessen) auf und studierte an den Universitäten Bonn, Göttingen und Frankfurt am Main. Als Student in Göttingen trat er dem Sozialistischen Deutschen Studentenbund (SDS) bei.
Ab 1960 studierte Dahmer bei Adorno und Horkheimer und war als Tutor eines Studentenheims tätig. Mitte der 1960er Jahre war er maßgeblich mit der Ausarbeitung einer sozialistisch orientierten Konzeption zur Jugendbildungsarbeit in der Industriegewerkschaft Chemie-Papier-Keramik befasst. Dahmer wurde 1973 promoviert und lehrte ab 1974 als Professor für Soziologie an der Technischen Universität Darmstadt. Seit seiner Pensionierung 2002 lebt er als freier Publizist in Wien.
Am Ende seiner Tätigkeit als Hochschullehrer plädierte Dahmer für „eine Re-Politisierung der Soziologie“, die zu einer geschichtsvergessenen Disziplin geworden sei, die „Forscher und Forschung in einem Labyrinth geschäftiger Irrelevanz gefangen hält“.
Dahmer war von 1968 bis 1992 leitender Redakteur und seit 1982 Mitherausgeber der psychoanalytischen Monatszeitschrift Psyche. Nachdem deren Herausgeber, Alexander Mitscherlich, 1982 gestorben war, lenkte die Redaktion der Psyche die Aufmerksamkeit ihrer Leser „auf die in den ersten Jahren des ‚Dritten Reiches‘ praktizierte und inzwischen schon halb vergessene Anpassungspolitik und Gleichschaltungs-Ideologie des ‚arischen‘ Vorstands der DPG.“ Eine Schlüsselrolle spielte dabei der Artikel Psychoanalyse und Weltanschauung des Psychoanalytikers Carl Müller-Braunschweig in einer NS-Zeitschrift. Dahmer hatte diesen brisanten Artikel bereits um 1970 bei seinen Studien zu Wilhelm Reich in dessen Zeitschrift für Politische Psychologie und Sexualökonomie als Nachdruck entdeckt, aber nicht exponiert. Jetzt druckte er ihn in der Psyche nach. In der darauf folgenden Kontroverse schlug ihm, wie er berichtet, „der blanke Hass derjenigen Psychoanalytiker entgegen, deren Identität mit eben dieser trüben Vergangenheit der deutschen Psychoanalyse verschmolzen war.“ Im Gefolge dieser  Querelen verlor Dahmer schließlich seine Stellung als leitender Redakteur der Psyche.
In den Jahren 1984–1987 gehörte Dahmer dem Wissenschaftlichen Beirat des von Jan Philipp Reemtsma gegründeten Hamburger Instituts für Sozialforschung an.
Dahmer gab 1971 Leo Trotzkis Schriften über Deutschland (in zwei Bänden) heraus und ist spiritus rector einer deutschsprachigen, kommentierten Trotzki-Schriften-Edition, von der bisher (Oktober 2023) acht Teilbände erschienen sind.
Bereits als Student in den 1960er Jahren orientierte sich Dahmer an den politischen Ideen Trotzkis: „Zu den ‚Maoisten‘, den Sympathisanten der chinesischen ‚Kulturrevolution‘ hielt ich ebenso Distanz wie zu den Kreisen, aus denen später die RAF hervorging“, erinnerte er sich 2010. „Ich war und bin überzeugt, daß weder der Massenterror noch der ‚individuelle‘ das eiserne Gehäuse des Kapitalismus aufsprengen kann.  [ ... ] Trotzki und der Trotzkismus stehen für eine unerledigte und nicht-diskreditierte Alternative [zum Kapitalismus]“.
Derzeit ist Helmut Dahmer Mitglied im wissenschaftlichen Beirat der Zeitschrift für kritische Sozialtheorie und Philosophie und veröffentlicht regelmäßig im Kritiknetz.

## Schriften (Auswahl)

### Als Autor
- Politische Orientierungen. Marxismus und Stalinismus, Politische Pädagogik, Außerparlamentarische Opposition, Psychoanalyse und Gesellschaft. Fischer Taschenbuch Verlag, Frankfurt am Main 1973, ISBN 3-436-01728-0.
- Libido und Gesellschaft. Studien über Freud und die Freudsche Linke. Suhrkamp Verlag, Frankfurt am Main 1973, ISBN 3-518-07270-6. (Zugl. Diss. Univ. Frankfurt/M. 1973); 3., erweiterte Auflage Münster 2013, ISBN 978-3-89691-939-7.
- Marx, Freud und die Sozialpsychologie. In: Ewald H. Englert (Hrsg.): Die Verarmung der Psyche. Igor A. Caruso zum 65. Geburtstag. Campus Verlag, Frankfurt am Main / New York 1979, ISBN 3-593-32375-3, S. 13–26.
- Psychoanalyse ohne Grenzen. Aufsätze, Kontroversen. Kore, Freiburg im Breisgau 1989, ISBN 3-926023-07-4.
- Pseudonatur und Kritik. Freud, Marx und die Gegenwart. Suhrkamp Verlag, Frankfurt am Main 1994, ISBN 3-518-28727-3.
- Soziologie nach einem barbarischen Jahrhundert. WUV Universitätsverlag, Wien 2001, ISBN 3-85114-567-4.
- Die Moskauer Prozesse (1936–38) und Stalins Massenterror. Helle Panke, Berlin 2008, DNB 992838746.
- Divergenzen. Holocaust, Psychoanalyse, Utopia. Westfälisches Dampfboot, Münster 2009, ISBN 978-3-89691-770-6.
- Die unnatürliche Wissenschaft. Soziologische Freud-Lektüren. Westfälisches Dampfboot, Münster 2012, ISBN 978-3-89691-895-6.
- Interventionen. Revolutionen, Regressionen, Interpretationen. Westfälisches Dampfboot, Münster 2012, ISBN 978-3-89691-916-8.
- Adorno’s view of psychoanalysis. In: Thesis Eleven 111.1, 2012, ISSN 0725-5136, S. 97–109.
- Restitution einer Kritischen Theorie. In: Kritiknetz – Zeitschrift für kritische Theorie der Gesellschaft, 2013, ISSN 1866-4105.
- Die Attraktion des "Kalifats". In: Kritiknetz – Zeitschrift für kritische Theorie der Gesellschaft, 2015, ISSN 1866-4105.
- Freud, Trotzki und der Horkheimer-Kreis. Westfälisches Dampfboot, Münster 2019, ISBN 978-3-89691-271-8 (2., korrigierte Auflage 2020).
- Antisemitismus, Xenophobie und pathisches Vergessen. Warum nach Halle vor Halle ist. Westfälisches Dampfboot, Münster 2020, ISBN 978-3-89691-258-9.
- Trotzki, die Psychoanalyse und die kannibalischen Regime. Westfälisches Dampfboot, Münster 2022, ISBN 978-3-89691-076-9.
- Benjamin, Brecht, Trotzki. Helle Panke, Berlin 2024.

### Als Herausgeber
- Leo Trotzki: Wie wird der Nationalsozialismus geschlagen? Europäische Verlagsanstalt, Frankfurt am Main 1971, ISBN 3-434-45000-9.
- Leo Trotzki: Schriften über Deutschland. Europäische Verlagsanstalt, Frankfurt am Main 1971, ISBN 3-434-00164-6.
- (Pseudonym: Christian Rot) Otto Fenichel: Psychoanalyse und Gesellschaft. Aufsätze. Roter Druckstock, Frankfurt am Main 1972. („Raubdruck“)
- Analytische Sozialpsychologie. Suhrkamp Verlag, Frankfurt am Main 1980, ISBN 3-518-10953-7.
- mit Isaac Deutscher und Georg Novack: Leo Trotzki: Denkzettel. Politische Erfahrungen im Zeitalter der permanenten Revolution. Übersetzungen aus dem Englischen von Harry Maòr. Suhrkamp Verlag, Frankfurt am Main 1981, ISBN 3-518-10896-4.
- Leo Trotzki: Schriften. Rasch und Röhring, Hamburg 1988.
- Sandor Ferenczi. Zur Erkenntnis des Unbewußten und andere Schriften zur Psychoanalyse. Kindler Verlag, München 1978, ISBN 3-463-02194-3; Neuauflagen: Fischer Taschenbuch-Verlag, Frankfurt am Main 1989, ISBN 3-596-24621-0 / Psychosozial-Verlag, Gießen 2005, ISBN 3-89806-408-5.
- Leo Trotzki: Sozialismus oder Barbarei! Eine Auswahl aus seinen Schriften. Promedia Verlag, Wien 2005, ISBN 3-85371-240-1.